# 임동준 피살 사건
임동준 피살 사건 또는 2015년 파타야 한국인 살인 사건은 파타야에서 국제마피아파에 의해 프로그래머 임동준이 피살된 사건이다.